# Eileen O'Hearn
Eileen O'Hearn (Kansas City, 7 novembre 1913 – Kodiak, 22 settembre 1992) è stata un'attrice statunitense.

## Biografia
Figlia di un immigrato irlandese, Eileen crebbe e studiò a Kansas City, nel Missouri. Dotata di una voce da soprano, prese anche lezioni di canto e si esibì alla radio locale. Nel 1937 la famiglia O’Hearn si trasferì a Santa Monica ed Eileen s'iscrisse alla California University di Los Angeles per studiare recitazione. Nello stesso tempo partecipò ad alcune recite, superò un provino presso la Columbia Pictures senza però vedersi offrire un lavoro e, delusa per non riuscire a sfondare nel mondo dello spettacolo, finì per lasciare gli studi e impiegarsi come stenografa al quotidiano Los Angeles Times. 
Nel 1941 la Columbia si ricordò di lei e le offrì un contratto. Eileen poté così esordire come protagonista femminile sia nel western Thunder Over the Prairie, con Charles Starrett, che nella commedia The Richest Man in Town, con Frank Carver e Roger Pryor. Dopo di allora, però, ottenne soltanto parti di secondo piano o semplici apparizioni, se si esclude la parte da protagonista femminile nel consueto B-western The Devil's Trail. Con due film di guerra, Submarine Raider e Parachute Nurse, entrambi del 1942, lasciò il cinema. 
Alla decisione contribuì la sua situazione familiare. Quell'anno aveva sposato Frederick Pate (1913 – 1969), un tecnico della Columbia, e il 2 gennaio 1943 era nata Susan, la sua prima figlia, cui seguì, nel 1947, un secondo figlio. Dopo la morte del marito, Eileen O'Hearn andò a vivere con la figlia nell'isola di Kodiak, in Alaska, dove si spense nel 1992.

## Filmografia
- Thunder Over the Prairie (1941)
- The Richest Man in Town (1941)
- Honolulu Lu (1941)

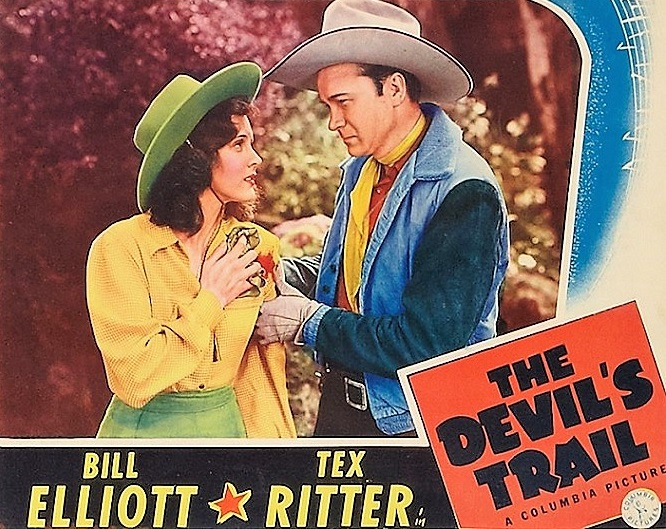
Poster del film The Devil's Trail

- The Man Who Returned to Life (1942)
- Martin Eden (1942)
- Two Yanks in Trinidad (1942)
- Alias Boston Blackie (1942)
- Blondie's Blessed Event (1942)
- How Spry I Am (1942)
- The Devil's Trail (1942)
- Not a Ladies' Man (1942)
- Meet the Stewarts (1942)
- Submarine Raider (1942)
- Parachute Nurse (1942)

## Fonti
- Stella Star, Eileen O'Hearn, August 16, 2016